# Ronan Blaney
Ronan Blaney é um roteirista e cineasta irlandês. Como reconhecimento, foi nomeado ao Oscar 2015 na categoria de Melhor Curta-metragem por Boogaloo and Graham.